# Espacio pseudoeuclídeo

El espacio-tiempo de Minkowski, ejemplo de un espacio pseudoeuclídeo

En matemáticas y física teórica, un espacio pseudoeuclídeo es un espacio en coordenadas reales n-dimensional  finito, asociado con una forma cuadrática no degenerada q. Dicha forma cuadrática puede, realizando la elección de una base adecuada (e1, ..., en), aplicarse a un vector x = x1e1 + ... + xnen, dando
{\displaystyle q(x)=\left(x_{1}^{2}+\cdots +x_{k}^{2}\right)-\left(x_{k+1}^{2}+\cdots +x_{n}^{2}\right)} que se denomina la vector x.
Para espacios euclídeos, k = n, lo que implica que la forma cuadrática es positiva-definida. Cuando 0 ≠ k ≠ n, q es una forma cuadrática isotrópica. Téngase en cuenta que si i ≤ k y j > k, entonces q(ei + ej) = 0, entonces ei + ej es un vector nulo. En un espacio pseudoeuclídeo con k ≠ n, a diferencia de lo que sucede en un espacio euclídeo, existen vectores con magnitud negativa.
Al igual que el término espacio euclídeo, el término espacio pseudoeuclídeo puede referirse a un espacio afín o a un  espacio vectorial, aunque este último también se puede denominar espacio afín (véase discusión punto-vector).

## Geometría
La geometría de un espacio pseudoeuclídeo es consistente, a pesar de la ruptura de algunas propiedades del espacio euclídeo; más notablemente, se verifica que no es un espacio métrico como se explica a continuación. El concepto de estructura afín no cambia, y por lo tanto tampoco lo hacen los de línea recta, plano, subespacio afín y, en general, el de variedad lineal (segmentos). 

### Magnitud positiva, cero y negativa

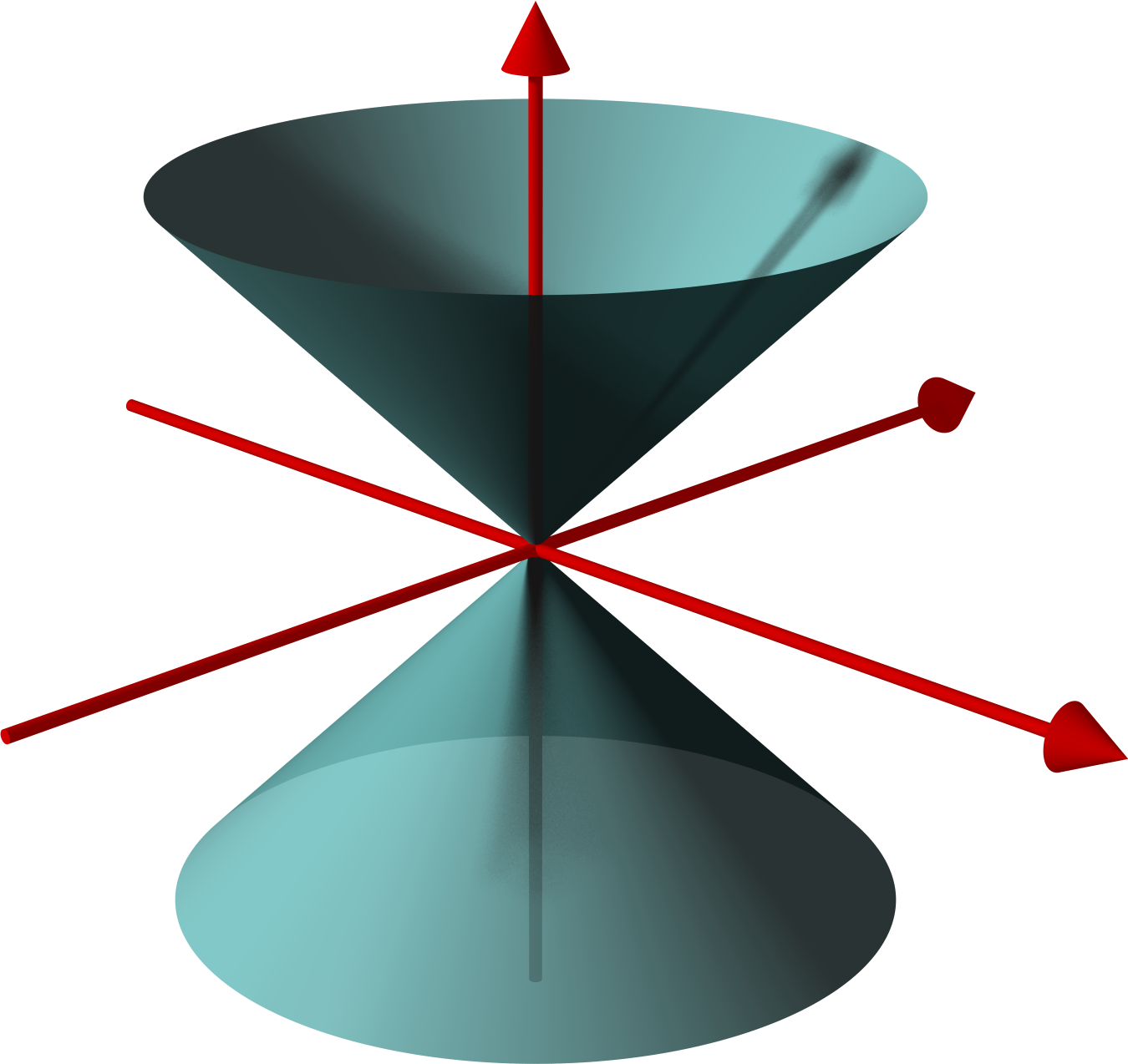
n = 3, k es 1 o 2, dependiendo de la elección del signo de q

Un vector nulo es un vector para el que la forma cuadrática es cero. A diferencia de lo que ocurre en un espacio euclídeo, el vector puede ser distinto de cero, en cuyo caso es ortogonal a sí mismo.
Si la forma cuadrática es indefinida, un espacio pseudoeuclídeo tiene un cono recto de vectores nulos dado por {x:q(x)=0}. Cuando el espacio pseudoeuclídeo proporciona un modelo del espacio-tiempo (véase más abajo), el cono nulo se llama cono de luz del origen.
El cono nulo separa dos conjuntos abiertos, para los que q(x) > 0 y q(x) < 0. Si k ≥ 2, entonces el conjunto de vectores para los que q(x) > 0 es conexo. Si k = 1, entonces consiste en dos partes desunidas, una con x1 > 0 y otra con x1 < 0. Se pueden hacer declaraciones similares para los vectores para los que q(x) < 0 si k se reemplaza por n − k.

### Intervalo
La forma cuadrática q corresponde al cuadrado de un vector en el caso euclídeo. Para definir la norma vectorial (y la distancia) de una manera invariante, se tienen que obtener las raíces cuadradas de las magnitudes, lo que conduce posiblemente a distancias imaginarias; véase
número imaginario. Pero incluso para un triángulo con magnitudes positivas de los tres lados (cuyas raíces cuadradas son reales y positivas), la desigualdad triangular no se cumple en general.
Por lo tanto, los términos norma y distancia se evitan en la geometría pseudoeuclídea, siendo reemplazados por magnitud e intervalo respectivamente.
Sin embargo, para una curva cuyos vectores tangentes tienen todos magnitudes con el mismo signo, se define la longitud de arco. Tiene aplicaciones importantes: véase tiempo propio, por ejemplo.

### Rotaciones y esferas

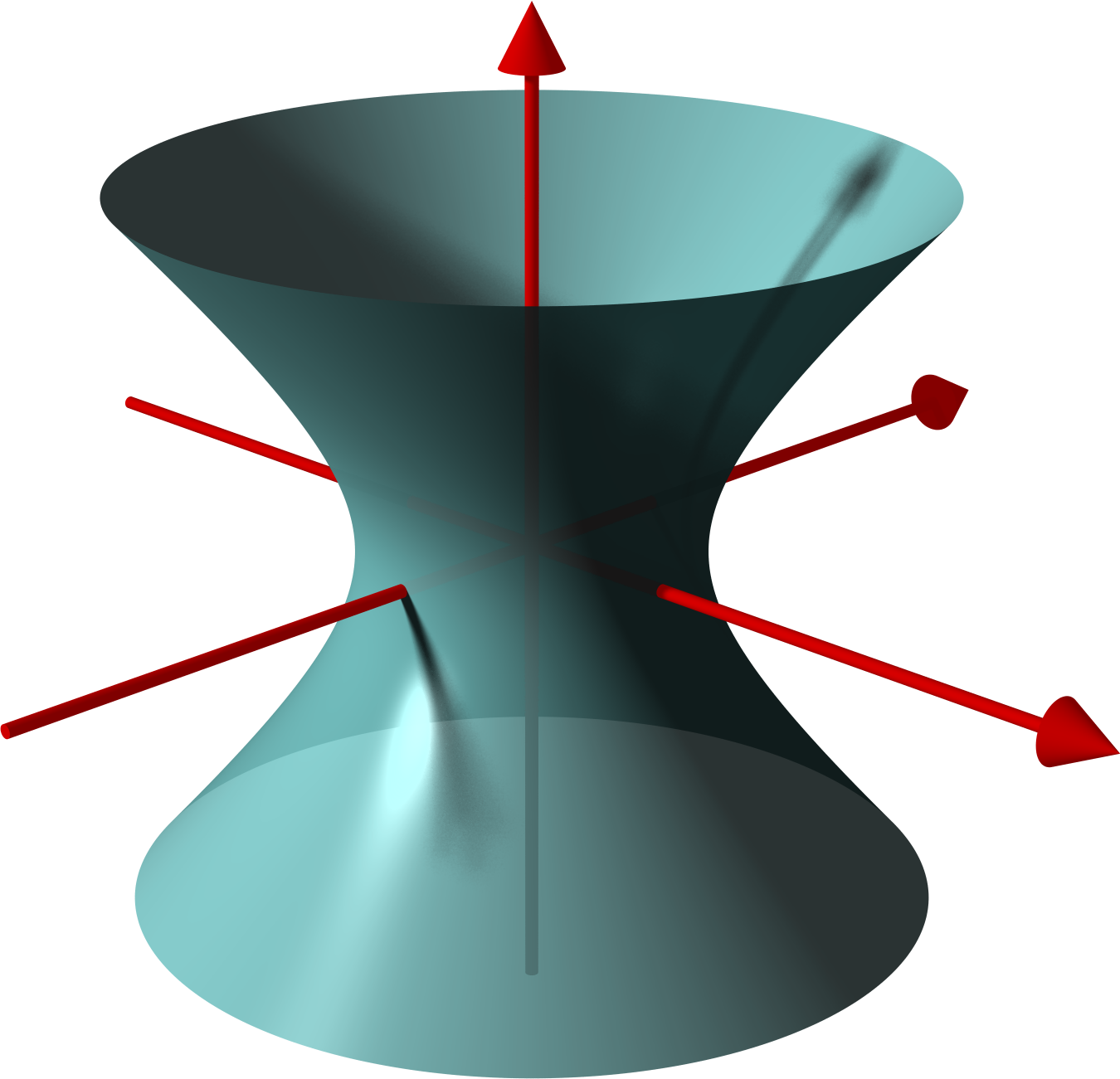

El grupo de las rotaciones de dicho espacio es un grupo ortogonal indefinido O(q), también denominado O(k, n − k) sin una referencia a una forma cuadrática particular. Estas "rotaciones" conservan la forma q, y por lo tanto, la magnitud de cada vector, incluyendo si es positivo, cero o negativo.
Mientras que el espacio euclídeo tiene una 1-esfera, el espacio pseudoeuclídeo posee la hipersuperficie {x:q(x) = 1 } y {x:q(x) = −1}. Tal hipersuperficie, llamada cuasi esfera, es conservada por el grupo ortogonal indefinido propio.

### Forma bilineal simétrica
La forma cuadrática q da lugar a una forma bilineal simétrica definida de la siguiente manera:
{\displaystyle \langle x,y\rangle ={\frac {1}{2}}[q(x+y)-q(x)-q(y)]=\left(x_{1}y_{1}+\cdots +x_{k}y_{k}\right)-\left(x_{k+1}y_{k+1}+\cdots +x_{n}y_{n}\right).}
La forma cuadrática se puede expresar en términos de la forma bilineal: {\displaystyle q(x)=\langle x,x\rangle }.
Cuando {\displaystyle \langle x,y\rangle =0}, entonces x y y son vectores ortogonales del espacio pseudoeuclídeo.
Esta forma bilineal se suele denominar producto escalar, y algunas veces como "producto interno" o "producto puntual", pero no define un espacio prehilbertiano y no tiene las propiedades del producto escalar de los vectores euclídeos.
Si x e y son ortogonales y {\displaystyle q(x)q(y)<0}, entonces x es ortogonal hiperbólico respecto a y.
La base canónica del n espacio real es ortogonal. No existen bases ortonormales en un espacio pseudoeuclídeo para el que la forma bilineal es indefinida, porque no se puede usar para definir una norma vectorial.

### Subespacios y ortogonalidad
Para un subespacio (positivo-dimensional) U de un espacio pseudoeuclídeo, cuando la forma cuadrática q es restringida a U, son posibles los siguientes tres casos:
1. q|U es definida positiva o negativa. Entonces, U es esencialmente euclídea (hasta el signo de q).
2. q|U es indefinido, pero no degenerado. Entonces, U es en sí mismo pseudoeuclídeo. Solo es posible si dim U ≥ 2; si dim U = 2, lo que significa que U es un plano, entonces se llama plano hiperbólico.
3. q|U está degenerado.

Una de las propiedades más desconcertantes (para una intuición euclídea) de vectores y planos pseudoeuclídeos es su ortogonalidad. Cuando dos vectores distintos de cero son ortogonales, no son colineales. Las intersecciones de cualquier subespacio vectorial euclídeo con su complemento ortogonal es el subespacio {0}. Pero la definición de la subsección anterior implica inmediatamente que cualquier vector ν de magnitud cero es ortogonal a sí mismo. Por lo tanto, la recta isotrópica N = ⟨ ν ⟩ generada por un vector nulo ν es un subconjunto de su complemento ortogonal N⊥.
La definición formal del complemento ortogonal de un subespacio vectorial en un espacio pseudoeuclídeo da un resultado perfectamente bien definido, que satisface la igualdad dim U + dim U⊥ = n debido a la no degeneración de la forma cuadrática.
La condición de que
U ∩ U⊥ = {0}, o de manera equivalente, U + U⊥, sea igual  a todo el espacio
se puede incumplir si el subespacio U contiene una dirección nula. Mientras el subespacio forma una rejilla, como en cualquier espacio vectorial, esta operación ⊥ no es una ortocomplementación, a diferencia de lo que sucede en los espacios con producto interno.
Para un subespacio N compuesto enteramente de vectores nulos (lo que significa que la magnitud q, restringida a N, es igual a 0), siempre se cumple que:
N ⊂ N⊥ o, equivalentemente, N ∩ N⊥ = N.
Dicho subespacio puede tener hasta min(k, n − k) dimensiones.
Para un subespacio k euclídeo (positivo), su complemento ortogonal es un subespacio euclídeo negativo de dimensión (n − k), y viceversa.
Generalmente, para un subespacio U(d+ + d− + d0) dimensional que consta de d+ dimensiones positivas y de d− dimensiones negativas (véase la ley de inercia de Sylvester para más detalles), su complemento ortogonal positivo U⊥ tiene dimensión 
(k − d+ − d0); el negativo es de dimensión (n − k − d− − d0),  mientras que las restantes d0 dimensiones son degeneradas, estando integradas por la intersección U ∩ U⊥.

### La ley del paralelogramo y el teorema de Pitágoras
La ley del paralelogramo toma la forma
{\displaystyle q(x)+q(y)={\frac {1}{2}}(q(x+y)+q(x-y)).}
Usando la identidad del cuadrado de la suma, para un triángulo arbitrario se puede expresar la magnitud del tercer lado a partir de las magnitudes de dos lados y su producto de forma bilineal:
{\displaystyle q(x+y)=q(x)+q(y)+2\langle x,y\rangle .}
Esto demuestra que, para los vectores ortogonales, un análogo pseudoeuclídeo del teorema de Pitágoras se expresa como:
{\displaystyle \langle x,y\rangle =0\Rightarrow q(x)+q(y)=q(x+y).}

### Ángulo

En general, el valor absoluto | ⟨x, y⟩ | de la forma bilineal de dos vectores puede ser mayor que √|  q(x) q(y) |, igual a este o menor. Esto causa problemas similares con la definición de ángulo, al igual de como sucede con las distancias.
Si k = 1 (solo un término positivo en q), entonces para vectores de magnitud positiva:
{\displaystyle |\langle x,y\rangle |\geq {\sqrt {q(x)q(y)}}\,,}
lo que permite la definición del ángulo hiperbólico, un análogo del ángulo entre estos vectores a través de la función arco coseno hiperbólico:
{\displaystyle \operatorname {arcosh} {\frac {|\langle x,y\rangle |}{\sqrt {q(x)q(y)}}}\,.}
Corresponde a la distancia en un espacio hiperbólico (n−1)-dimensional. Este concepto se conoce como rapidez en el contexto de la teoría de la relatividad discutido más adelante. A diferencia del ángulo euclídeo, toma valores de [0, +∞) y es igual a 0 para los vectores antiparalelos.
No existe una definición razonable del ángulo entre un vector nulo y otro vector (ya sea nulo o no nulo).

## Álgebra y cálculo tensorial
Al igual que los espacios euclídeos, cada espacio pseudoeuclídeo posee un álgebra geométrica. A diferencia de las propiedades anteriores, donde el reemplazo de q por −q cambia los números pero no la geometría, la inversión de signo de la forma cuadrática en realidad altera el álgebra de Clifford, por lo que, por ejemplo, Cℓ1,2(R) y Cℓ2,1(R) no son isomorfos.
Al igual que en cualquier espacio vectorial, se puede definir un cálculo tensorial pseudoeuclídeo. Al igual que con una estructura euclídea, hay operadores tensoriales, pero a diferencia del caso de los tensores euclídeos, no hay bases donde estas operaciones no cambien los valores de los componentes. Dado un vector vβ, la covariancia y contravariancia correspondientes son:
{\displaystyle v_{\alpha }=q_{\alpha \beta }v^{\beta }\,,}
y con la forma estándar
{\displaystyle q_{\alpha \beta }={\begin{pmatrix}I_{k\times k}&0\\0&-I_{(n-k)\times (n-k)}\end{pmatrix}}}
los primeros componentes k de vα son numéricamente iguales a los de vβ, pero el resto de n−k tienen signos opuestos.
La correspondencia entre los tensores contravariantes y covariantes hace que el cálculo tensorial en una variedad pseudoriemanniana sea análogo al definido en las variedades riemannianas.

## Ejemplos
Un espacio pseudoeuclídeo muy importante es el espacio-tiempo de Minkowski, que es el escenario matemático en el que se formula la teoría de la relatividad especial de Albert Einstein. Para el espacio de Minkowski, n=4 y k=3 para que
{\displaystyle q(x)=x_{1}^{2}+x_{2}^{2}+x_{3}^{2}-x_{4}^{2},}
La geometría asociada con esta pseudométrica fue investigada por Poincaré. Su grupo de rotación es el Grupo de Lorentz. El grupo de Poincaré incluye también las traslaciones y desempeña el mismo papel que los grupos euclídeos respecto a los espacios euclídeos ordinarios.
Otro espacio pseudoeuclídeo es el plano z = x + y j que consiste en los números complejos hiperbólicos, dotados con la forma cuadrática
{\displaystyle \lVert z\rVert =zz^{*}=z^{*}z=x^{2}-y^{2}.}
Este es el caso más simple de un espacio idefinido pseudoeuclídeo (n=2, k=1) y el único en el que el cono nulo disecciona el espacio en cuatro conjuntos abiertos. El grupo SO+(1, 1) está formada por las denominadas rotaciones hiperbólicas.